# 章孝标
章孝标（791年—873年），字道正，桐庐人。唐代诗人。
章八元之子。淮东节度使李绅镇守扬州时，聘為幕僚，一日有春雪，宴集上，李紳以“春雪”命题赋诗，章孝标揮毫立就：“六出飞花处处飘，粘窗拂砌上寒条。”李绅大為讚赏，荐于主文。。元和十三年落第。當時考生多提诗諷刺主考官礼部侍郎庾承宣，章孝标独赋《归燕诗》留献：“旧累危巢泥已落，今年故向社前归。”。庾承宣得此詩，展转吟讽，遗憾失此人。承宣決定秋试取之，隔年果然进士及第，授校书郎，時人稱“以二十八字致大科”。終官秘书正字。有子章碣。
章孝标考中进士后，从长安南归，赋诗云：及第全胜十政官，金鞍镀了出长安。马头渐入扬州郭，为报时人洗眼看。表达自己愉悦的心情。李绅读过后回诗一首：假金方用真金镀，若是真金不镀金。十载长安方一第，何须空腹用高心。高尔泰在评论张贤亮的中篇小说《绿化树》时，引用了这个历史典故，文末一句写道：马首渐入长安市，报与时人仔细看！